# Мария Лионса
Мария Лионса — богиня природы, любви, мира и гармонии в Венесуэле. Её культ сочетает в себе как элементы католицизма (вера в Деву Марию), так и верования индейцев и африканские мифы о героях эпохи работорговли. Имя происходит от исп. Santa María de la Onza, впоследствии сокращённого. Культ возник в области Яракуй и распространился на всю Венесуэлу.
По преданиям, в которых насчитывается около 25 разных версий, была то ли испанкой, то ли индианкой с зелёными глазами. Реальным прототипом считается испанка, владелица плантации Мария Алонсо, проживавшая близ горы Сорто в середине XVIII века.
Изображается как сильная женщина верхом на тапире. По верованиям царствует над животными, в том числе южноамериканскими — черепахами и змеями, и по сей день живёт на горе Сорте. Много местных паломников приходят на эту гору для поклонения 12 октября.
Является главной из «трёх сил» (исп. tres potencias) в местных верованиях, другие две из которых — убитые испанскими колонистами индейский вождь Гуаикайпуро (исп. Guaicaipuró) и чёрный раб Фелипе (исп. Negro Felipe).